# Вредная черепашка
Вре́дная черепа́шка (лат. Eurygaster integriceps) — клоп рода Eurygaster семейства Щитники-черепашки (Scutelleridae).

## Описание
Взрослая вредная черепашка имеет длину тела 10—13 мм. Скуловые пластинки не смыкаются перед наличником. Края переднеспинки выпуклые, округлённые. Переднеспинка не менее, чем в полтора раза длиннее головы.

## Экология
Зимуют взрослые насекомые в лесах, лесополосах, садах под опавшими листьями. С полей перелетают в места зимовки на расстояние до 50 км. В Краснодарском крае перелетают на зимовку в горные леса на расстояние до 200 км. Вылет с зимовки проходит в марте-мае, когда среднесуточная температура воздуха достигает +12 °C. На направление полёта сильно влияет ветер.

Наиболее активны в самое тёплое время суток, днём.
Откладка яиц начинается через одну — две недели после перелёта на поля. Яйца откладываются на всходы колосовых зерновых культур, сорняки, отмершие сухие части растений. В одной кладке обычно 14 яиц. Одна самка может отложить до 15 кладок, но в среднем наблюдается до трёх кладок за сезон. Эмбриональное развитие продолжается до десяти суток. Развитие личинок длится до 35 дней, проходит пять возрастов.
Продолжительность жизни имаго вредной черепашки от момента линьки личинки пятого возраста в имаго и до гибели после откладки яиц — около 10—11 месяцев (самки живут в среднем несколько дольше самцов).

## Распространение
Распространена вредная черепашка в степной зоне и на юге лесостепи, в том числе в лесостепи России (Северный Кавказ, Поволжье, Челябинская область и Башкирия) и Украины, на Кавказе, в Средней Азии, а также в Северной Африке, Албании, Греции, Болгарии и Румынии. В Азии она обитает в Турции, Сирии, Ливане, Иране, Ираке, Афганистане и Пакистане.

## Хозяйственное значение
Вредные черепашки приносят большой вред сельскому хозяйству. Питаются всходами зерновых культур и дикими злаками. Вредные черепашки повреждают все зерновые культуры, сильнее всего — пшеницу. Производимые клопом уколы в стебель растения перед колошением вызывают недоразвитие зерна. Клейковина пшеницы под влиянием ферментов слюны клопа лишается упругости, что сказывается на качестве теста.